# Felix Streng
Felix Streng (La Paz, Bolivia; 16 de febrero de 1995) es un atleta de pista y campo paralímpico alemán. Amputado de una sola pierna, participa en eventos de salto de longitud y sprint, compitiendo en la clasificación T44. Ha ganado medallas tanto a nivel europeo como mundial y formó parte del atletismo alemán en el equipo de relevos de 4 × 100 metros donde ganó el oro en los Juegos Paralímpicos de Verano de 2016.

## Biografía
Streng nació en La Paz, Bolivia el 16 de febrero de 1995. Nació sin el pie derecho y parte de la espinilla inferior. En 2001, su familia se trasladó a Coburgo en Alemania.

## Carrera
En 2012, visitó el Club de Atletismo Bayer Leverkusen como parte de un proyecto escolar que investigaba los deportes adaptados. Mientras estaba allí, fue invitado a unirse y aceptó la oferta. Clasificado como atleta T44, se unió a la selección alemana y en 2014 representó a su país en el Campeonato de Europa de Atletismo del IPC de 2014 en Swansea. Participó en cuatro eventos, terminando cuarto en salto de longitud, y en sus eventos favoritos de velocidad ganó la medalla de plata en los 100 metros masculinos y oro en los 200 metros, convirtiéndose en campeón de Europa. Al año siguiente, en el Campeonato Mundial de Atletismo IPC 2015 realizado en Doha, formó parte del equipo de 4 × 100 metros (T42-47) de Alemania que se llevó el oro con un récord europeo de 41,86 segundos. También ingresó a los sprints de 100 y 200 metros y al salto de longitud, pero no logró terminar en las posiciones ganadoras.  
Dos años más tarde, en preparación para los Juegos Paralímpicos de Verano de 2016, entró en su segundo Campeonato de Europa, esta vez celebrado en Grosseto, Italia. Ganó tres medallas de plata, en los 100 m, 200 m y salto de longitud. En los 100 metros fue derrotado por dos centésimas de segundo por el británico Jonnie Peacock, mientras que en los otros dos eventos terminó detrás de sus propios compañeros, Markus Rehm en salto de longitud y Johannes Floors en los 200 metros, a pesar de tener un tiempo récord europeo en la clase T44 en este último. Streng terminó los juegos de Grosseto con un oro en los 4 × 100 metros masculinos (T42-47) junto a los mismos compañeros que se llevaron el oro en Doha el año anterior, Floors, Rhem y Behre. El equipo alemán batió su anterior récord europeo con un tiempo mejorado de 41,49 segundos, por delante de Rusia e Italia.
En los Juegos Paralímpicos de Verano de 2016, participó en cuatro eventos. En los 100 metros (T44) a pesar, según su propia evaluación, de una ronda de clasificación débil (en la que terminó tercero en su heat para clasificar a la final), marcó un tiempo de 11.03 segundos en la final para llevarse la medalla de bronce detrás de Peacock y el novato de Nueva Zelanda Liam Malone. Streng y su entrenador quedaron encantados con el resultado debido a la fuerza de la competición.  En los 200 metros (T44), se clasificó para la final como uno de los más rápidos, pero fue descalificado por una salida en falso en la final. Con mejor suerte en el salto de longitud T44, alcanzó una mejor distancia personal de 7,13 metros para reclamar su segunda medalla de bronce de los Juegos. Completó su participación en Río con una medalla de oro, nuevamente en equipo con Floors, Rhem y Behre para ganar el relevo de 4 × 100 metros. El equipo volvió a mejorar su tiempo, anotando 40,82 segundos no solo para batir su propio récord europeo, sino también para establecer un nuevo récord paralímpico. Por su éxito en el relevo, los cuatro velocistas fueron nombrados equipo del año por el Comité Paralímpico Nacional Alemán.